# Райт, Н’Буш
Н'Буш Райт, (англ. N'Bushe Wright; 20 сентября 1970, Бруклин, Нью-Йорк, США) — американская актриса. Наиболее известна по роли доктора Карен Дженсон из фильма «Блэйд» (1998) и по роли Беллы из мини-сериала «Вдовы» (2002), за которую она была номинирована на премию «NAACP Image Award» (2003) в номинации «Выдающаяся актриса в телевизионном фильме, мини-сериале или драме». Всего за свою кинокарьеру, которая длится с 1992 года, сыграла более чем в 25-ти фильмах и телесериалах. Дочь джазиста Стэнли Райта и его жены-психолога.